# HK XM8
XM8 — комплекс стрелкового оружия, разработанный совместными усилиями американской оружейной компании АТК (Alliant Techsystems) и немецкой компании Heckler & Koch на базе HK G36. ХМ8 разработан главным образом для замены автоматов М16 и М4А1, имея меньшую массу и большую надёжность. При использовании новых патронов с легкой композитной металлопластиковой гильзой новый автомат обеспечивал экономию массы на 20 % по сравнению с M16.
Начало производства данного оружия было намечено примерно на 2006 год. В 2004 году автоматы прошли обширные испытания в вооружённых силах США, заслужив положительные отзывы. Несмотря на это, в октябре 2005 года проект был официально закрыт и с 2006 года никаких работ по его развитию не проводилось. В настоящее время состоит на вооружении спецподразделения PASKAL Королевских морских сил Малайзии.

## Система
ХМ8 основан на автоматике с коротким ходом газового поршня, размещённого над стволом, и запиранием поворотом затвора, имеющего 7 боевых упоров. Ствольная коробка и цевьё выполнены из высокопрочного пластика. Приклад — регулируемый по длине пятипозиционный телескопический, легкосменный, также выполнен из пластика. Над пистолетной рукояткой расположен двусторонний предохранитель-переводчик режимов огня, позволяющий вести стрельбу одиночными выстрелами и непрерывными очередями. Ствол обладает повышенной живучестью (более 20 000 выстрелов). Модульная конфигурация позволяет использовать стволы различной длины, приспосабливая оружие под конкретные условия. Возможные конфигурации:
- Carbine — карабин, использующий ствол длиной 318 мм;
- Short Carbine и PDW — укороченный карабин и персональное оружие самообороны экипажа боевых машин соответственно. Используют стволы длиной 229 мм;
- Automatic Rifle и Sharpshooter — автоматическая и снайперская винтовки, использующие стволы длиной 508 мм;
- LMG — лёгкий ручной пулемёт, использующий утяжелённый ствол длиной 508 мм. Вместо стандартного цевья может использовать цевьё с интегрированной сошкой.

Также возможна смена цевья на подствольный гранатомёт XM320 или модуль LSS с помповым ружьём. Для контроля за расходованием боеприпасов полимерные магазины сделаны прозрачными.

## Достоинства и недостатки

### Достоинства
- Высокая точность и кучность стрельбы: серия одиночных выстрелов на 100 м со стволом 508 мм даёт рассеивание 2,3-2,4 см, что позволяет использовать оружие в качестве марксманской винтовки.
- Высокая стабильность оружия — как при стрельбе как автоматическим, так и одиночным огнем — оружие очень хорошо управляется и не уходит с линии прицеливания.
- Неподверженность коррозии из-за использования ударопрочного композитного пластика.
- Быстрая смена ствола.
- Надежность - при испытаниях XM8 давал даже меньше задержек при стрельбе, чем другие популярные модели оружия такие как HK416 и FN SCAR.

### Недостатки
- Модульность оружия в целом ниже, чем например у других популярных моделей таких как HK416 и FN SCAR.
- Отсутствие планки пикатинни, только штатный прицел.
- Отсутствие механических прицельных приспособлений ставит стрелка в серьезный риск в случае выхода из строя его электронного прицела.

## Причины отказа от оружия

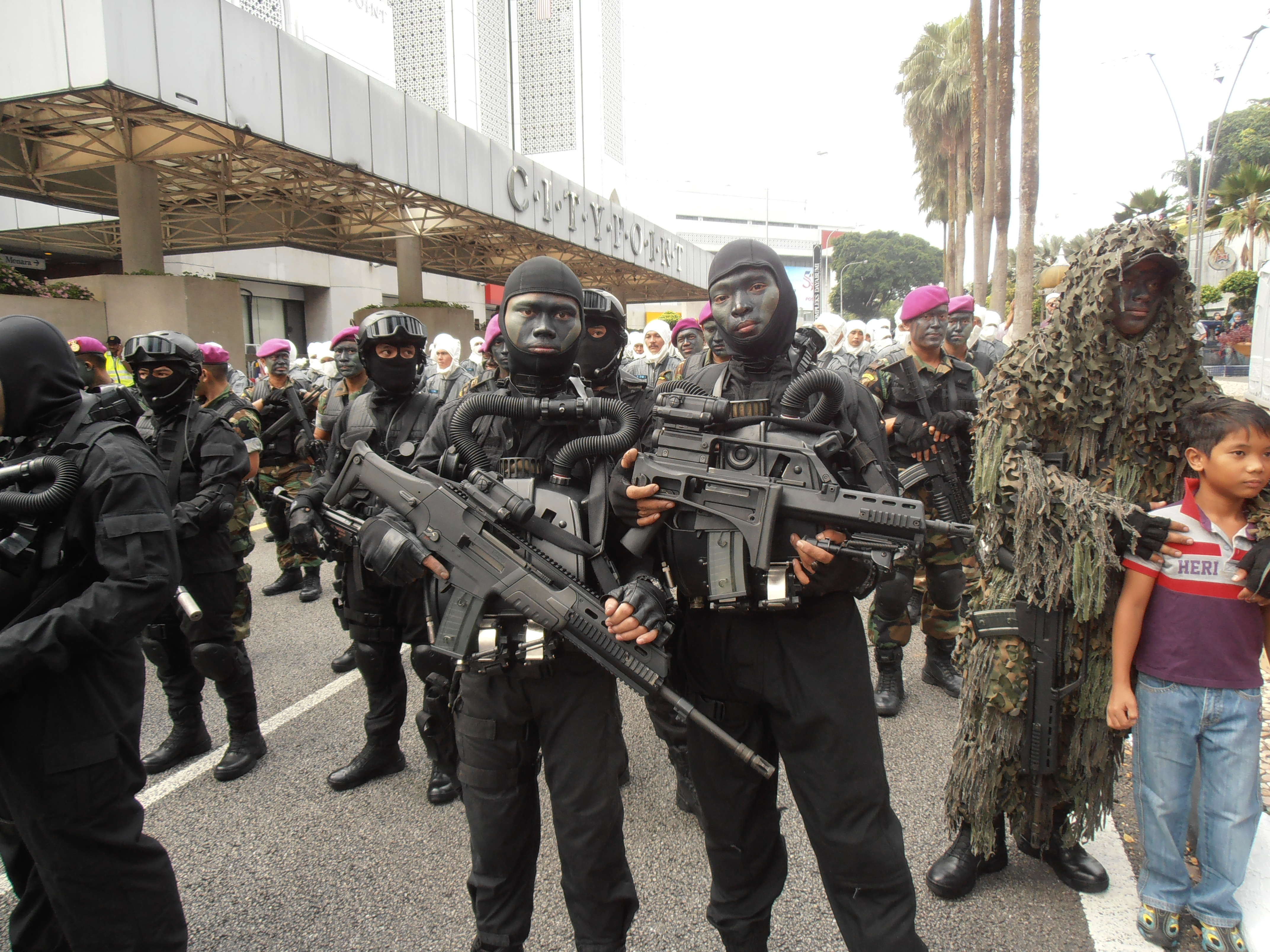
Доработанная версия XM8 с длинной ствола 508 мм в руках бойца PASKAL на фоне G36K

После испытаний и в целом положительных отзывов от военных в 2005 году - проект ХМ-8 был закрыт. В то время стали появляться такие конкуренты как HK416 и FN SCAR. HK416 по сравнению с ХМ8 имеет большую универсальность и 2 калибра - 5.56 и 7.62 как и FN SCAR, а так же более привычную эргономику и управление для американцев, унаследованное еще от М4 и М16, а FN SCAR стал в основном применяться силами спецназа США за простоту и стабильность конструкции. Отсутствие у ХМ8 планки пикатинни и механических прицельных приспособлений, а так же общая дороговизна программы этого оружия возможно и объясняет причину закрытия проекта ХМ8. В настоящее время оружие производится маленькими партиями и поставляется в спецподразделения PASKAL Королевских морских сил Малайзии.